# Marketing digital
Marketing digital é um conjunto de estratégias de comunicação realizadas por meio de plataformas digitais como a internet, aplicativos móveis, redes sociais e outros meios eletrônicos. Seu objetivo é promover produtos, serviços ou marcas de maneira eficiente, personalizada e mensurável, alcançando consumidores em larga escala e com maior segmentação.
Esse tipo de marketing traduz-se em ações adaptadas aos meios digitais, de forma a obter, nestes canais, a mesma eficiência e eficácia do marketing direto e, simultaneamente, potencializar os efeitos do marketing tradicional. Na sua operacionalização são, normalmente, utilizados canais, meios e ferramentas digitais.
Segundo Philip Kotler no livro Marketing 4.0: Do Tradicional ao Digital, o marketing digital representa uma evolução natural da disciplina, adaptando-se aos novos hábitos de consumo e comunicação da era digital. Já Martha Gabriel destaca que não existe “marketing digital” como algo separado, mas sim o marketing praticado em meios digitais.
Toda a construção de um plano de ação se inicia com uma visão, e, junto a ela, um objetivo a ser alcançado. A partir deste traço são definidos os meios a serem utilizados, para enfim atingir os resultados. O tratamento singular a cada cliente é o segredo para que a escolha de um plano de ação seja de fato apropriada, somente o conhecer de um cliente ou projeto em questão fará com que os esforços de mídia potencializem o trabalho de marketing, o tornando assim digital.

## Áreas e ferramentas
O marketing digital é composto por várias áreas e ferramentas, sendo as principais:

### Search Engine Marketing (SEM)
Técnica de marketing paga em mecanismos de busca, como Google Ads. Permite que empresas comprem palavras-chave para aparecerem em destaque nos resultados de pesquisa, aumentando sua visibilidade e taxa de conversão.

### Search Engine Optimization (SEO)
Conjunto de técnicas de otimização de conteúdo e estrutura de sites, com o objetivo de obter melhor posicionamento nos resultados orgânicos dos buscadores. O SEO melhora a relevância de uma página para determinada palavra-chave e contribui para atrair tráfego qualificado.

### Marketing de Conteúdo
Criação e distribuição de conteúdos relevantes e valiosos para atrair, engajar e converter o público. É uma estratégia de longo prazo que visa educar o mercado e fortalecer a autoridade da marca.

### E-mail marketing
Utilização do e-mail como canal direto de comunicação para promover produtos, divulgar conteúdos e nutrir leads. Ferramenta eficaz em automação e relacionamento.

### Redes sociais
Plataformas como Facebook, Instagram, LinkedIn e TikTok são utilizadas para campanhas orgânicas e pagas, com foco em engajamento, alcance e construção de comunidade.

### Marketing de Influência
Parcerias com influenciadores digitais para divulgar produtos ou serviços de forma mais pessoal e direcionada ao público-alvo.

### Inbound Marketing
Estratégia baseada em atrair o público por meio de conteúdo útil, criando uma jornada de compra que leva o consumidor a converter de forma espontânea.

### E-GRPs
Gross Rating Points (GRP) é a soma das classificações alcançadas por um canal de comunicação específico ou horário. O GPRs eletrônico (e-GPRs) consiste em estimar o número de utilizadores únicos que serão alcançados por campanhas digitais e compará-los aos meios tradicionais.

## Métricas e mensuração
O marketing digital se diferencia por sua capacidade de mensurar resultados. As principais métricas incluem:
- CTR (Click Through Rate): taxa de cliques em anúncios ou links.
- CPC (Cost per Click): custo por clique em anúncios pagos.
- CPA (Cost per Acquisition): custo por aquisição ou conversão.
- ROI (Return on Investment): retorno sobre o investimento feito em campanhas.